# Kiskalota
Kiskalota (románul Călățele) az azonos nevű község központja Romániában, Kolozs megyében. A helység Kalotaszegen használt magyar neve : Kelecel vagy Kalota. Egyike annak a 14 településnek, amelyek a megyében  GMO-mentes régiót alakítottak.

## Nevének említése
1839 Keletzel, Keletzele, 1850 Valkó-Kelecel, 1863 Valkó-Keleczel, 1873 Valko-Kelecel, Kelecel, 1880-1900 Keleczel. .

## Lakossága
1850-ben 2124 lakosából 1712 román és 403 magyar volt. 1992-ben a nemzetiségi összetétel a következőképpen alakult: 2446 román, 336 magyar és 122 roma.